# بایارد پرس
بایارد پرس (انگلیسی: Bayard Presse) شرکت رسانه‌ای فرانسوی است، که در سال ۱۸۷۰ تأسیس شد.